# Klinikum am Plattenwald
Das Klinikum am Plattenwald ist ein Klinikum in Bad Friedrichshall. Es ist das zweitgrößte Klinikum im Verbund der SLK-Kliniken Heilbronn GmbH.

## Geschichte

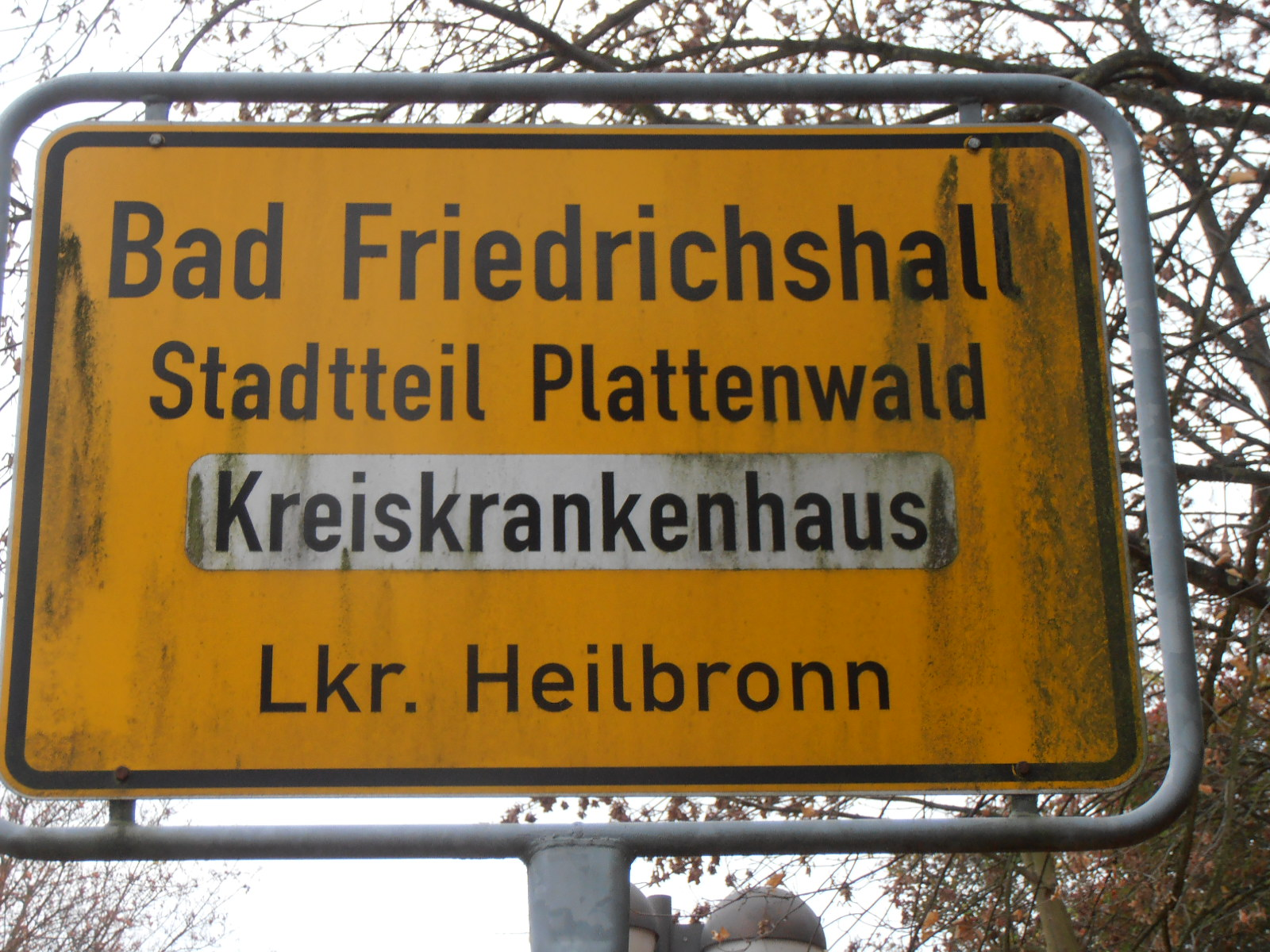
Von 1977 bis 2003 trug das Klinikum die Bezeichnung Kreiskrankenhaus.

1962 beschloss der Heilbronner Kreistag am Plattenwald ein Kreiskrankenhaus zur Grund- und Regelversorgung zu bauen. Im März 1974 wählte der Kreistag die zukünftigen Chefärzte, die an den weiteren Planungen des Krankenhauses beteiligt wurden. Zwei Monate später, am 6. Mai, wurde der Grundstein für das Gebäude gelegt. Es bildete das bis dahin größte Bauvorhaben im Landkreis Heilbronn. Nach dreijähriger Bauzeit wurde das Krankenhaus am 1. Juli 1977 mit 447 Betten in Betrieb genommen. Es übernahm die Funktionen des Städtischen Krankenhauses Neckarsulm, das aufgelöst und abgerissen wurde.  2003 wurde das Kreiskrankenhaus Plattenwald weiter fachlich ausgebaut und in „Klinikum am Plattenwald“ umbenannt. Seit Januar 2001 gehört das Klinikum am Plattenwald zum Verbund der SLK-Kliniken Heilbronn GmbH.

### Neubau
Im Februar 2012 erfolgte der Spatenstich für den Neubau des Klinikums am Plattenwald. In vierjähriger Bauzeit entstand ein siebenstöckiges Gebäude mit einer Gesamtfläche von 49.000 Quadratmetern und rund 350 Patientenbetten. Es wurden sieben neue Operationssäle gebaut, darunter ein Hybrid-OP, in dem gleichzeitig Operation und bildgebende Kontrolle stattfinden. Am 13. Mai 2016 wurde das 140 Millionen Euro teure Klinikgebäude eingeweiht und am 4. Juni 2016 zogen Mitarbeiter und Patienten in das neue Klinikum ein.
Wegen der bevorstehenden Krankenhausschließung in Möckmühl wird 2018 die Reserveebene ausgebaut, wodurch Raum für weitere 71 Betten entsteht. Im Frühjahr 2018 haben die Abrissarbeiten am Plattenwald-Altbau begonnen.

## Kennzahlen (2016)
Das Klinikum am Plattenwald verfügt über rund 390 Betten. Es werden jährlich mehr als 17.100 Patienten stationär und mehr als 32.000 ambulant versorgt. Im Klinikum sind über 950 Mitarbeiter beschäftigt.
Im Klinikum am Plattenwald gibt es sieben Kliniken und zwei Zentren.

### Kliniken
- Klinik für Allgemein- und Viszeralchirurgie
- Klinik für Gefäß- und Endovascularchirurgie
- Klinik für Innere Medizin I: Kardiologie, Angiologie und Intensivmedizin
- Klinik für Innere Medizin II: Gastroenterologie, Nephrologie, Diabetologie
- Klinik für Orthopädie und Unfallchirurgie, Wirbelsäulenchirurgie
- Klinik für diagnostische und interventionelle Radiologie
- Zentrum für Anästhesie, Intensivmedizin, Notfallmedizin und Schmerztherapie

### Zentren
- Gefäßzentrum
- Zentrum für Altersmedizin mit geriatrischem Schwerpunkt